# محفظة المفصل الفهقي القذالي
محفظة المفصل الفهقي القذالي أو محفظة المفصل الأطلسي القذالي(بالإنجليزية: Capsule of atlantooccipital articulation)‏ تتميز بأنها رقيقة وشفافة وتحيط بمفاصل العظم القذالي وتربطهم بالإجراءات التي يقوم بها المفصل في العمليات الحركية للفقهة .

## وصلات إضافية
قالب:المفاصل والأربطة في الرأس والرقبة